# Бровиков Володимир Гнатович
Володимир Гнатович Бровиков (нар. 12 травня 1931, місто Вітка, тепер Республіка Білорусь — 10 лютого 1992, місто Москва) — радянський та білоруський державний і партійний діяч. Депутат Ради національностей Верховної Ради СРСР 10—11-го скликань (1979–1989) від Білоруської РСР. Член ЦК КПРС у 1981—1990 роках.

## Освіта
1955 року закінчив Білоруський державний університет ім. В. І. Леніна, 1969 року — Академію суспільних наук при ЦК КПРС. Кандидат філософських наук (1969).

## Біографія
- 1955–1963 — завідувач відділу, редактор газети в місті Орша, Вітебська область.
- 1963–1965 — заступник секретаря парткому Оршанського виробничого колгоспно-радгоспного управління.
- 1965–1966 — 2-й секретар Оршанського районного комітету КП Білорусі.
- 1969–1970 — редактор газети «Вітебський робітник».
- 1970–1972 — секретар Вітебського обласного комітету КПБ.
- 1972–1978 — в апараті ЦК КПРС: інспектор, помічник секретаря ЦК КПРС, заступник завідувача відділу організаційно-партійної роботи.
- 4 грудня 1978 —– 17 серпня 1983 — 2-й секретар ЦК КП Білорусі.
- 8 липня 1983 —– 10 січня 1986 — голова Ради міністрів Білоруської РСР.
- 14 січня 1986 —– 8 травня 1990 — посол СРСР у Польській Народній Республіці.
- З 1991 року — на пенсії.
- Помер 1992 року. Похований у Москві на Новодівочому цвинтарі.

## Нагороди
- орден Леніна
- два ордени «Знак Пошани»
- медалі